# Giovanni Battista Campeggio
Giovanni Battista Campeggio (Bolonia, 1507 - ib., 7 de abril de 1583) fue un eclesiástico italiano. 
Hijo del cardenal Lorenzo Campeggio, que antes de entrar al estado eclesiástico estuvo casado con Francesca Guastavillani, provenía de una familia de la nobleza boloñesa en la que se contaban varios eclesiásticos: su hermano Alessandro fue obispo de Bolonia y cardenal, sus tíos Marco Antonio y Tommaso fueron respectivamente obispo de Grosseto y regente de la Cancillería pontificia, y su tío abuelo Girolamo, protonotario apostólico y obispo de Parenzo. 
Giovanni Battista fue designado obispo de Mallorca por el emperador Carlos V en 1532, en agradecimiento por los servicios que su padre Lorenzo había llevado a cabo durante la Dieta de Augsburgo de 1530-32. Sin embargo durante todo el tiempo que duró su pontificado nunca viajó a la isla, limitándose a recibir las rentas eclesiásticas y reservándose la concesión de beneficios; su tío Marco Antonio se encargó de la administración, gobernando la sede por medio de vicarios. Ante las presiones del emperador y del pueblo mallorquín, que reclamaba la presencia del obispo en la diócesis, y puesto en la disyuntiva de residir en Mallorca o renunciar, en 1558 optó por lo segundo.
| Predecesor: Agostino Grimaldi | Obispo de Mallorca 1532 – 1558 | Sucesor: Diego de Arnedo |